# Heinrich Palmaz von Leveling
Heinrich Palmaz Leveling, ab 1790 Heinrich Palmaz Ritter von Leveling, auch Heinrich Palmatius von Leveling (* 28. September 1742 in Trier; † 9. Juli 1798 in München) war ein deutscher Mediziner.

## Leben
Von Leveling war der Sohn eines Professors der Medizin. Er studierte in Trier und an der Universität Straßburg Medizin und wurde dort 1764 mit einer Arbeit zur Anatomie promoviert. Anschließend praktizierte er in verschiedenen Orten als Arzt, bevor er 1771 als Professor für Anatomie und Chirurgie an die Universität Ingolstadt berufen wurde. Er lehrte dort unter anderem in der Alten Anatomie.
1773 wurde er zum Mitglied der Deutschen Akademie der Naturforscher Leopoldina gewählt. Im selben Jahr wurde er ordentliches Mitglied der Bayerischen Akademie der Wissenschaften. 1790 wurde er in den Adelsstand erhoben. Er publizierte zahlreiche Schriften zur Anatomie, Chirurgie und Medizingeschichte.
Die Mediziner Heinrich Maria von Leveling und Peter Theodor von Leveling waren seine Söhne.